# Blachea longicaudalis
Blachea longicaudalis és una espècie de peix pertanyent a la família dels còngrids.

## Descripció
- El mascle pot arribar a fer 68,3 cm de llargària màxima i la femella 57.
- Nombre de vèrtebres: 168-176.
- 211-222 radis tous a l'aleta dorsal.
- 154-157 radis tous a l'aleta anal.[3]

## Hàbitat
És un peix marí i batidemersal que viu entre 400 i 461 m de fondària.

## Distribució geogràfica
Es troba al Pacífic occidental: Nova Caledònia i Fiji.

## Observacions
És inofensiu per als humans.